# Chromosom 21
Chromosom 21 – najmniejszy z ludzkich autosomów. Liczbę genów mających swoje loci na chromosomie 21 szacuje się na 225 genów i 59 pseudogenów.
Chromosom 21 był drugim chromosomem, którego sekwencja DNA została poznana w ramach projektu poznania ludzkiego genomu.

## Geny
Na chromosomie 21 zlokalizowano następujące geny:
- APP – gen białka prekursorowego amyloidu beta
- CBS – gen syntazy beta-cystationiny
- CLDN14 – gen klaudyny 14
- HLCS
- KCNE1 – gen bramkowanego napięciem kanału potasowego
- KCNE2 – gen bramkowanego napięciem kanału potasowego
- LAD
- SOD1 – gen dysmutazy ponadtlenkowej 1
- TMPRSS3.

## Aberracje chromosomalne
Trisomia chromosomu 21 (47,XX,+21 lub 47,XY,+21) jest najczęstszą trisomią u żywo urodzonych noworodków i objawia się fenotypem zespołu Downa.

## Choroby genetyczne
Następujące choroby uwarunkowane genetycznie wiążą się z uszkodzeniem genów leżących na chromosomie 21:
- choroba Alzheimera
- stwardnienie zanikowe boczne
- homocystynuria
- zespół Jervella i Lange-Nielsena
- zespół Romano-Warda.